# Velîkîi Porsk, Kovel
Velîkîi Porsk (în ucraineană Великий Порськ) este un sat în comuna Popovîci din raionul Kovel, regiunea Volînia, Ucraina.

## Demografie
Componența lingvistică a localității Velîkîi Porsk
     Ucraineană (100%)
Conform recensământului din 2001, toată populația localității Velîkîi Porsk era vorbitoare de ucraineană (100%).